# Бэтмен против Робина
Бэтмен против Робина (англ. Batman vs. Robin) — американский анимационный супергеройский фильм 2015 года, выпущенный сразу на видео, созданный на основе DC Comics, является прямым продолжением «Сын Бэтмена». Это 22 фильм в серии оригинальных анимационных фильмов вселенной DC. Присвоен рейтинг PG-13. Вышел на Blu-ray Disc, DVD и цифровом HD. Официально на русский язык не переведён.

## Сюжет
В Готэм возвращается тайная масонская организация «Суд Сов», берущая на себя власть казнить как преступников, так и просто неугодных им городских деятелей. Выясняется, что именно они стали когда-то причиной убийства родителей Брюса Уэйна. Одновременно с этим ухудшаются отношения Уэйна с его сыном Дэмиеном, который стал новым Робином. Мальчик был воспитан в клане Ра’с аль Гула и отличается жестокостью по отношению к преступникам, Бэтмен пытается привить ему мораль «Правосудие — не возмездие», но тот не внимает отцу, и это становится причиной разногласий и многократных побегов из дома. С мальчиком знакомится воин Коготь, воспитанник «Суда Сов», разделяющий те же жёсткие взгляды на правосудие, и переманивает на свою сторону. Но вместо того, чтобы перед выбором стороны оказался Робин, самому Когтю приходится решать, какие идеалы ему дороже. Вскоре Бэтмен мирится с Робином и они побеждают Суд Сов…

## Роли озвучивали
| Актёр                 | Роль                    |
| --------------------- | ----------------------- |
| Джейсон О’Мара        | Брюс Уэйн / Бэтмен      |
| Стюарт Аллен          | Дэмиен Уэйн / Робин     |
| Шон Махер             | Дик Грейсон / Найтвинг  |
| Дэвид Маккаллум       | Альфред Пенниуорт       |
| Кевин Конрой          | Томас Уэйн              |
| Трой Бейкер           | лейтенант «Суда Сов»    |
| Тревор Дивэлл         | Джек                    |
| Робин Аткин Даунс     | Гроссмейстер «Суда Сов» |
| Гриффин Глюк          | юный Брюс Уэйн          |
| Грей Гриффин          | Саманта Ванавер         |
| Питер Онорати         | Дрейко                  |
| Андреа Романо         | Джилл                   |
| Джереми Систо         | Коготь                  |
| «Странный Эл» Янкович | Антон Шотт / Кукольник  |